# Condado de Anderson (Tennessee)
O Condado de Anderson é um dos 95 condados do estado americano do Tennessee. A sede do condado é Clinton, e sua maior cidade é Oak Ridge. O condado possui uma área de 893 km² (dos quais 19 km² estão cobertos por água), uma população de 75 129 habitantes, e uma densidade populacional de 82 hab/km² (segundo o censo nacional de 2010). O condado foi fundado em 6 de novembro de 1891.

## História
Antes da criação do condado de Anderson, o território era o que hoje é chamado a Faixa Leste dos Índios Cherokees, que havia sido colonizada por várias famílias de pioneiros. Embora o Tratado de Holston, assinado em 1791, tivesse a intenção de ser uma negociação com os índios Cherokees para proibir a colonização da área, inclusive aquela em que se localiza hoje o condado de Anderson, ele se tornou ineficaz quando mais colonos se mudaram da Virgínia e Carolina do Norte para o Tennessee, através dos Montes Apalaches. A invasão de colonos brancos para as terras indígenas foi motivo para muitos conflitos, que se acalmaram depois do Tratado de Tellico em 1798 (o Blocausse Tellico foi origem para o abandono de terras pelos Cherokees), permitindo maior tranquilidade na colonização da área.
O condado de Anderson foi formado de uma porção do condado de Grainger, bem como de uma porção do condado de Knox, em 1801. O condado vizinho de Roane foi também formado por uma porção de Knox em 1801, o que faz com que Anderson e Roane sejam chamados de “condados irmãos”. O condado de Anderson foi assim nomeado em homenagem a Joseph Anderson (1757-1847), que na época era Senador pelo Tennessee e cuja carreira também incluiu os cargos de juiz da Corte Suprema do Território Sul do Rio Ohio e corregedor do Departamento do Tesouro dos Estados Unidos.
A construção da barragem Norrris, a primeira pela Tennessee Valley Authority, trouxe mudanças importantes para o condado em 1930. Aproximadamente 2 900 famílias foram relocadas das terras do reservatório em Anderson e condados vizinhos durante a construção, que começou em 1933 e foi concluída em 1936. A cidade de Norris foi inicialmente construída como uma comunidade planejada para alojar os trabalhadores envolvidos na construção da barragem. Como resultado da construção e operação da barragem, alterou-se a temperatura do leito do rio Clinch a jusante da barragem, extinguindo uma indústria de pérolas que fora bem-sucedida por muitos anos, uma vez que os mexilhões, que antes predominavam no rio, não subsistiram com a alteração do clima.
Durante a Segunda Guerra Mundial, o Projeto Manhattan do governo federal trouxe mais mudanças para o condado, incluindo o deslocamento de mais famílias e a fundação de Oak Ridge.
O Museu de Appalachia em Norris comemora a vida rural e dos pioneiros nas décadas passadas no condado de Anderson e nas regiões vizinhas.

## Turismo
O condado de Anderson possui uma florescente indústria de turismo, em função de atrações como o Lago Norris, o Museu de Appalachia e o Museu Americano de Ciência e Energia, em Oak Ridge. O condado é considerado parte da região montanhosa de Norris (“Norris Highlands”).

## Localidades povoadas
- Andersonville (área não incorporada)
- Briceville (área não incorporada)
- Buffallo (área não incorporada)
- Claxton (área não incorporada)
- Clinton
- Devonia (área não incorporada)
- Fork Mountain (área não incorporada)
- Fraterville (área não incorporada)
- Lake City
- Marlow (área não incorporada)
- Norris
- Oak Ridge
- Oliver Springs
- Rosedale (área não incorporada)